# Нахлуване на ВВС на САЩ в албанското въздушно пространство през 1957 г.
Нахлуването на ВВС на САЩ в албанското въздушно пространство през 1957 г. е инцидент от времето на Студената война. На 23 декември 1957 г. американски изтребител „Локхийд T-33“ нарушава албанското въздушно пространство, след което ВВС на Албанската народна армия вдига във въздуха два самолета „МиГ-15“ от авиобаза „Кучова“, Кучова, пилотирани от Анастас Нгела и Махмут Хиса.
Американският изтребител е обкръжен и принуден да кацне на недовършената писта на летище „Ринас“, Ринас. Самолетът е конфискуван, а американският пилот майор Хауърд Дж. Къран е арестуван. Хауърд Дж. Къран е освободен на 11 януари 1958 г., докато самолетът е изложен в музея на крепостта „Аргирокастро“. Инцидентът е само един от поне осем подобни, които се случват между Албания и чуждестранни сили от 1948 г. до края на 70-те години на 20-и век.